# بازیلیدس
بازیلیدس یا بازیلید، عارفِ سدهٔ دوم میلادی (۱۱۷–۱۶۱ م) در اسکندریه می‌زیست. او از اسکندریه برخاست که ملتقای فرهنگیِ شرق و غرب بود.

## باورهای بازیلیدس
بازیلیدس نیز مانند مرقیون، به خدای ناشناخته اعتقاد داشت، اما او را خداوندگاری شخصی می‌پنداشت. او تحت تأثیر انجیلِ یوحنا بود و می‌گفت که خدای ناشناخته نطفهٔ همگانی یا اشفتگیِ نخستین را از هیچ آفرید. عناصر آسمانی به بالا گریختند، اما تنها روحِ انسان بر جای ماند.
بازیلیدس معتقد بود که عیسی در هنگام تعمید در رود اردن به گنوس (=معرفت) دست یافت و نخستین نمونهٔ منوییِ گنوسیان (=عارفان) شد. انسان‌ها به واسطهٔ او از گوهر درونیِ خود، روحِ دربند، آگاه می‌شوند و با کسب معرفت به بهشت ره‌سپار خواهند شد.
بازیلیدس به شاگردانِ خود می‌آموخت که باید خود را وقف دست‌یابی به معرفت کنند و آنان را به پنج سال سکوت وامی‌داشت و معتقد بود که از هر هزار نفر، فقط یک تن می‌تواند سفرِ عرفانی را تکمیل کند و به گنوس برسد.
به نظر بازیلیدس، «خدای جهان‌آفرین» از وجود «خدای ناشناخته» و از «قلمروی اَبَرکیهانی» ناآگاه است. این غفلت در وجودِ انسان‌ها نیز هست. او معتقد بود که همه چیز از جهانِ پست به اقلیمِ اعلی می‌گراید، اما برای این گرایش و از میان بردنِ غفلتِ روحِ آدمیان، گنوس باید از آسمان نازل شود. این گنوس بنا به باورِ بازیلیدس، همان انجیل است.
عیسی تجسم زمینیِ اشراقِ عظیم است. این اشراق همان گنوس یا معرفت است که عیسی آن را برای آدمیان به ارمغان آورده‌است. بدن‌گونه، «شعلهٔ الهیِ» مکنون در وجود انسان زبانه خواهدکشید. هر که بدین مرتبه دست یابد، گنوستیک، عارف و شناسا خواهد شد.
رستگاری در نزد عارف همانا جداییِ روحِ نامیرا از روحِ میرا و از تنِ مادّی به واسطهٔ تطهیر است. هر که فراسویِ وجودِ خویش را دریابد، رستگار می‌شود؛ یعنی به خداوندِ ماورایِ وجود می‌رسد.

### شباهت با باورهای هندی
میانِ عقاید عرفانیِ بازیلیدس و عرفانِ بودایی-هندو اشتراکاتی یافته‌اند؛ از جمله، روند تکوین جهان و آفریده‌شدنِ جهان از هیچ در این آموزه‌ها یکی است.

## کتاب‌ها
کارل گوستاو یونگ کتاب «هفت‌خطابه برای مردگان» را به بازیلیدس نسبت داده‌است. معروف است که بازیلیدس بیست و چهار کتاب در تفسیر انجیل نوشته‌است، و خود نیز انجیلی داشته که آن را «معرفتِ اموریِ فراجهانی» می‌خواند و بر پایهٔ تعالیم ماتیاس نگاشته شده بود.